# Луиђи Роландо
Луиђи Роландо (итал. Luigi Rolando; Tорино, 16. јун 1773 — Торино, 20. април 1831) је био италијански анатом и физиолог.

## Епоними
Из имена Луиђи Роланда изведени су следећи називи анатомских структура и болести за чије откриће и опис је он заслужан;
- Роландов синдром венске оклузије, прогресивно развојна хемиплегија (парализа) повезане са сензорним и моторним поремећајима. Доњи удови су парализовани у већој мери. У горњи удовима, функција проксималних зглобова је сачувана.[3]
- Роландова епилепсија, најчешћи облик фокалног (жаришног) синдрома епилепсије у дечјем узрасту. Бенигни, аутозомно, доминантан облик епилепсије који се јавља код деце између 3 и 13 године живота. У 16 години детета болест улази у ремисију.[4]
- Роландов угао[5]
- Роландова областа, моторна зона у можданој кори. Област у фронталном (чеоном) режњу која врши примарну моторну контролу. Она лежи на предњем централном сулкусу.
- Роландова ћелија Ганглијских ћелија у Роландовој желатинској супстанци (лат. gelatinosa centralis) кичмене мождине.
- Роландов гребен, благи гребен са обе стране медуле облонгате који повезује силазни тригеминални тракт и језгра.[6]
- Роландова фисура (синоними: лат. Sulcus centralis, sulcus cerebri centralis) је централна пукотина мождане хемисфере, између паријеталног и фронталног режња.[7]
- Роландова желатинозна супстанца — (лат. Substantia gelatinosa), је апикални део задњег рога сиве масе кичмене мождине састављен углавном од веома малих нервних ћелија.[8]
- Роландова туберкулум (синоними: енгл. Ashen tubercle, grey tubercle, лат. tuberculum cinereum).[9]

## Живот
Луиђи Роландо је рођен 16. јуна 1773. у Торину, Италија. Отац му је умро када је био дете, па је бригу о Луиђију, његовом брату и сестри, преузео стриц, свештеник Антонио Мафеи, који је Роландову децу одгајао као своју и учествовао у њиховом образовању.
Луиђи је Медицински факултет уписао у свом родном граду. У току школовања Луиђи је показао посебно интересовање за курсеве анатомије Ђованија Франческа Цигна (1734—1790), који је Ђованија сматрао за једног од његових најбољих ученика. Ђовани је такође проводио и део времена на студијама упоредне анатомије и зоологије. Звање доктора Ђовани је стекао 1793. са дипломском тезом; Анатомска и физиолошка студија плућа у различитим класама животиња. Током 1802. Ђовани је докторирао са дисертацијом из компаративне анатомије плућа. Како би могао да самостално обавља лекарску праксу Луиђи је стажирао код др Анформија, познатог лекар опште праксе, који је Ђованија упутио у све вештине медицине.
Те године Пијемонтски регион је анектирала Наполеонова Француска и краљ Виторио Емануел је морао да побегне из овог региона. Он се повукао у Сардинију, и са собом повео своје дворјане и неколико угледних људи. Роландо је позван да преузме Катедру за практичну медицину на Универзитету у Сасари, на Сардинији, привременом главном граду Пијемонтске регије. Роландо је прихватио овај позив и кренуо бродом из луке Ливорно за Сардинију. Епидемија жуте грознице, пореметила је овај његов пут, због забране путовања у време епидемије. Роландо је био приморан да остане у оближњем граду Фиренци, где се спријатељио са Паолом Маскањијем (1752—1815), „мајстором” у дисекције и припреми анатомских узорака и Феличе Фонтаном (1730—1805) који је описао микроскопски изглед нерава. У Фиренци, светској престоница уметности тога времена, Роландо је студирао цртање и гравуру како би стечено знање из ове области искористио за илустрацију сопствених књига.
Дана 15. новембра 1804, Роландо је био именован за руководиоца катедре за практичну медицину на Универзитету у Сасари, Сардинија, а 1807. се коначно преселио у Сардинију где је преузео понуђену му катедру за практичнну медицину, и место начелника лекара.
У овом периоду Роландо је изучавао анатомију и физиологију, и проучавао структурне и функцијоналне карактеристике нервног система у човека и животиња. При томе се користиоо компаративниом методом, по којој је касније постао познат. Роландо се паралелно бавио и истраживањима у зоологији.
У пратњи краљевске породице 1814. Роландо се са Сардиније вратио у Торино где је именован за професора анатомије на Универзитету у Торино, и друге функције у научним и здравственим организацијама. Он је такође обављао и дужнос лекара Марије Терезије Аустријске. Упркос обимном ангажману, који је значајно ослабио његово здравље, Роландо је објавио велики број чланака и радова из ентомологије, зоологије, опште физиологије и патологије.
У 1824, Роландо је посетио Лондон и Париз. У Паризу је желео да објави своју теорије, као одговор на Флоренсову, који је обијаснио мождане функције, без признавања Роландових прелиминарних истраживања, из који је Флоренс највероватније „узео” оригиналне идеје.
Средимом тридесетих година 19. века Роландо се први пут пожалио на симптоме болести желуца, која ће скратити његов животни век. Умро је у Торину од рака пилоруса у 1831.

## Дело
Највећи део живота Роландо је посветио изучавању анатомије, физиологије и ембриологије мозга. У својим истраживањима он је детаљно проучаво сиву масу мозга, јер је сматрао да се она разликује од корпуса стриатума. Роландо је такође открио и детаљно описао поједине делове мозга и фиброзне процесе у њему, које је проучавао применом серије препарата. Побијајући дотадашње тврдње, Роландо је објавио да се у првим фазама ембрионалног развоја централног нервног система првобитно састоји од две мехурића медуле облонгате, од које се потом развијају мождане хемисфере, којима је приписао и улогу у развоју интелектуалних способности.
Експериментална истраживања на малом мозгу довела су га у везу са Мари Жан Пјер Флоренсом (1794-1867) са којим је био у сукобу око тога ко поседује право првенства на откриће да мали мозак управља покретима мишића. Роландо је приметио да се код животиња (након намерно изазваних оштећења овог органа), покрети мишића постепено смањују све док у потпуности не нестану, (све у зависности од обима и озбиљности оштећења). Флоренс је затим исправно разграницио и означио функције малог мозга у координацији покрета, али је одбио да призна да су му у раду помогла Роландоова истраживања.
Роландо је 1809. спровео и експерименте у којима је животињама уклањао мождание хемисфере и мали мозак, при чему је у својим истраживањима користио и струју за стимулацију појединих делова коре мозга и закључио; „да су нервне структуре повезане у мрежу нервних влакана у међусобној комуникацији преко електричних импулса”.
Након својих запажања, Роландо је исправно закључио да мозак контролише телесне функције док је малом мозгу приписао улогу у контроли невољних функција.
Роландо је сецирао Брокину зону (последњи део доње чеоне вијуге леве хемисфере мозга) скоро четрдесет година пре него што је Пјер Брока (Pierre Broca; 1824—1880), 1861, изнео своју теорију о пореклу циркумануларних конвулзија.